# Franz Seitz junior
Franz Xaver Seitz; Pseudonym: Georg Laforet (* 22. Oktober 1921 in München, Bayern; † 19. Januar 2006 in Schliersee, Bayern) war ein deutscher Filmproduzent, Filmregisseur, Drehbuchautor und 1980 Oscargewinner in der Kategorie „Bester fremdsprachiger Film“ für Die Blechtrommel.

## Leben

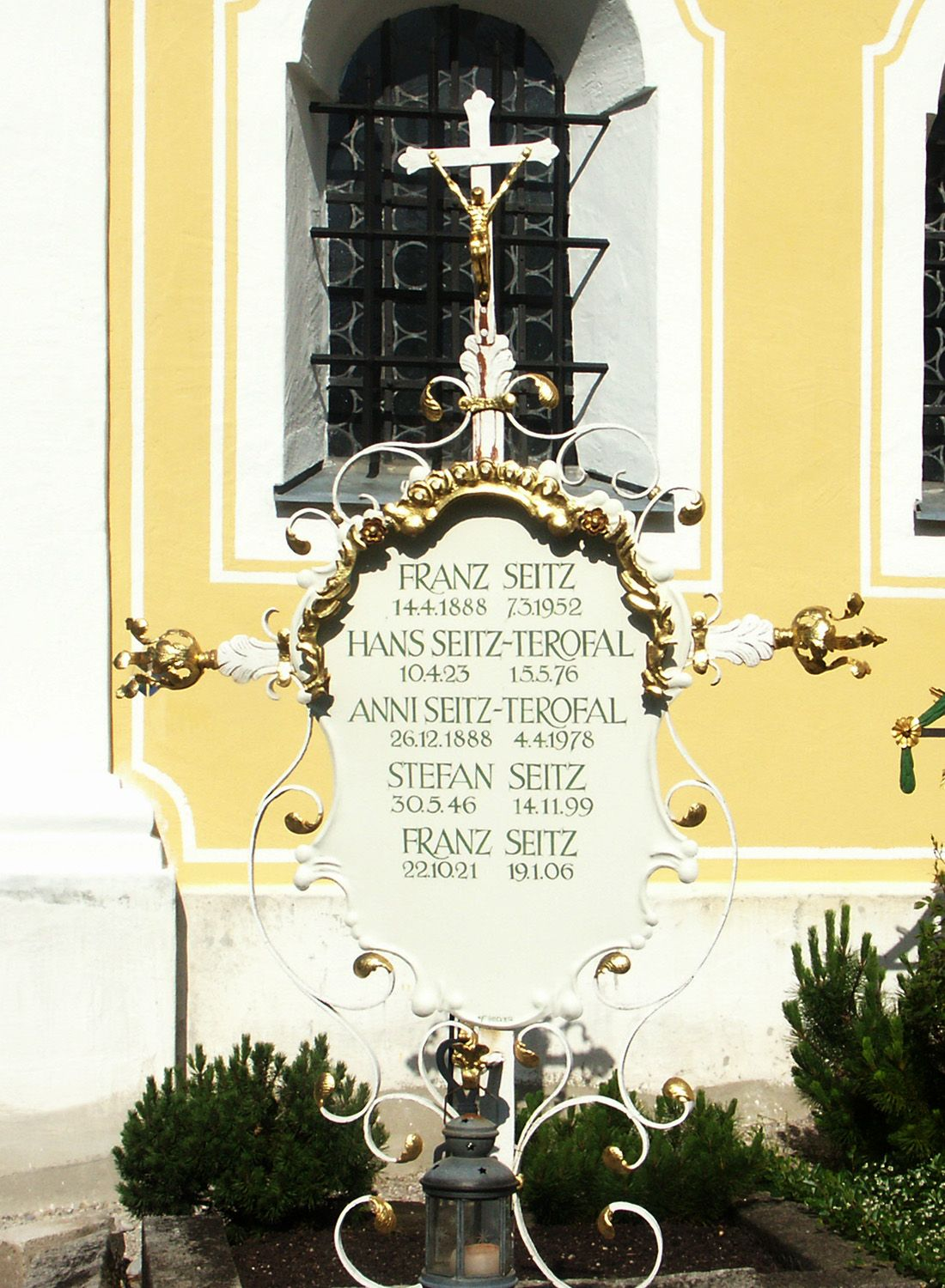
Grab der Familie Seitz auf dem Friedhof Schliersee

Seitz war der Sohn des bekannten UFA-Filmregisseurs Franz Seitz und der Schauspielerin Anni Terofal, der Tochter von Xaver Terofal, dem Gründer des Schlierseer Bauerntheaters. Sein Bruder Hans Terofal wirkte in einigen von Seitz’ Filmen mit.
Nach Teilnahme am Zweiten Weltkrieg, einigen Semestern Studium der Medizin sowie vorübergehender Tätigkeit als Kunstmaler wandte sich Seitz dem Metier seines Vaters zu. 1952 gründete er mit Jochen Genzow die Produktionsfirma Ariston-Film und arbeitete zunächst noch eng mit seinem Vater zusammen. Anfangs produzierte er, teils noch gemeinsam mit ihm, Heimatfilme. 1956 gründete er in München seine „Franz Seitz Filmproduktion“.
In den 60er Jahren folgten dann vorwiegend Filmkomödien. Ganz besondere Popularität erreichten seine an Ludwig Thoma angelehnten Lausbubengeschichten und die ähnlich erfolgreichen Lümmel-Filme, bei denen ebenfalls Hansi Kraus die Hauptrolle spielte.
Später folgten Literaturverfilmungen, wobei eine besondere Neigung zu Vorlagen von Thomas Mann bestand. Er arbeitete mit Regisseuren des Neuen Deutschen Films wie Volker Schlöndorff zusammen und führte auch mehrmals selbst Regie.
Sein größter Erfolg war der Erhalt des Oscars im Jahr 1980 für das Drehbuch der Verfilmung von Die Blechtrommel (Regie Volker Schlöndorff).
Franz Seitz wurde 1981 Vorsitzender des Verbands deutscher Spielfilmproduzenten e. V. und hatte als führendes Mitglied in mehreren weiteren Verbänden Einfluss auf die bundesdeutsche Film- und Fernsehproduktion. Er war 2003 eines der Gründungsmitglieder der Deutschen Filmakademie.
Seitz war verheiratet mit Anneliese Conrad, Vater der Kinder Peter und Gabriele und Großvater der Enkel Sophie, Anni, Benedikt und Celina. Franz Seitz starb am 19. Januar 2006. Er war bis zuletzt mit großem Engagement in seinem Beruf tätig und wurde 84 Jahre alt.
Er wurde auf dem Friedhof in Schliersee beerdigt.

## Auszeichnungen und Ehrungen
- 1943: Eisernes Kreuz I. Klasse
- 1964: Deutscher Filmpreis: Filmband in Gold für Kennwort: Reiher
- 1966: Filmband in Gold für Der junge Törless
- 1966: IFF Cannes: FIPRESCI-Preis für Der junge Törless
- 1966: Nantes: Prix Max Ophuls für Der junge Törless
- 1966: IFF San Francisco: Golden Gate Award für Der junge Törless
- 1971: Filmband in Gold für Erste Liebe
- 1974: Goldene Schale für Der Fußgänger
- 1978: Filmband in Gold für langjähriges und hervorragendes Wirken im deutschen Film
- 1979: Goldene Schale für Die Blechtrommel
- 1980: Oscar in der Kategorie Bester fremdsprachiger Film für Die Blechtrommel
- 1980: Bundesverdienstkreuz I. Klasse
- 1981: Staatsmedaille für besondere Verdienste um die bayerische Wirtschaft
- 1983: Bayerischer Filmpreis (Produzentenpreis (100.000 DM) für die Verfilmung von Der Zauberberg und Doktor Faustus)
- 1985: Bayerischer Verdienstorden
- 1990: Bayerischer Filmpreis (Ehrenpreis)
- 1996: DIVA-Award (gemeinsam mit Artur Brauner)
- 1997: Berlinale Kamera
- 2000: Großes Verdienstkreuz der Bundesrepublik Deutschland

## Filmografie (Auswahl)

### Als Produzent
- 1951: Der letzte Schuß
- 1953: Die vertagte Hochzeitsnacht
- 1953: Tante Jutta aus Kalkutta
- 1953: Moselfahrt aus Liebeskummer
- 1954: Die süßesten Früchte
- 1954: Ein Mädchen aus Paris
- 1954: Angst
- 1954: Morgengrauen
- 1955: Es geschah am 20. Juli
- 1956: Der Meineidbauer
- 1957: Kleiner Mann – ganz groß
- 1957: Die Zwillinge vom Zillertal
- 1958: Die grünen Teufel von Monte Cassino
- 1958: Mein Schatz ist aus Tirol
- 1959: Ja, so ein Mädchen mit 16
- 1959: Die feuerrote Baronesse
- 1959: Bei der blonden Kathrein
- 1960: Schick deine Frau nicht nach Italien
- 1960: Schön ist die Liebe am Königssee
- 1960: Die zornigen jungen Männer
- 1961: Was macht Papa denn in Italien?
- 1961: Isola Bella
- 1961: Die Liebe ist ein seltsames Spiel
- 1962: Der verkaufte Großvater
- 1962: Das schwarz-weiß-rote Himmelbett
- 1962: Muß i denn zum Städtele hinaus
- 1963: Moral 63
- 1963: Ferien vom Ich
- 1964: Kennwort: Reiher
- 1964: Tonio Kröger
- 1964: Lausbubengeschichten (nach Ludwig Thoma)
- 1964: Die schwedische Jungfrau
- 1964: Wälsungenblut
- 1965: Die fromme Helene
- 1965: An der Donau, wenn der Wein blüht
- 1965: Tante Frieda – Neue Lausbubengeschichten
- 1965: Ich suche einen Mann
- 1965: Der junge Törless (nach Robert Musil)
- 1966: Grieche sucht Griechin (nach Friedrich Dürrenmatt)
- 1966: Stella
- 1966: Onkel Filser – Allerneueste Lausbubengeschichten
- 1967: Der Paukenspieler
- 1967: Fast ein Held – Die Abenteuer des braven Kommandanten Küppers
- 1967: Chronik der Anna Magdalena Bach
- 1967: Liebesnächte in der Taiga
- 1967: Wenn Ludwig ins Manöver zieht
- 1968: Die Lümmel von der ersten Bank: Zur Hölle mit den Paukern
- 1969: Die Lümmel von der ersten Bank: Pepe, der Paukerschreck
- 1969: Ludwig auf Freiersfüßen
- 1969: Die Lümmel von der ersten Bank: Hurra, die Schule brennt!
- 1970: Die Lümmel von der ersten Bank: Wir hau’n die Pauker in die Pfanne
- 1970: Das Glöcklein unterm Himmelbett
- 1971: Die Lümmel von der ersten Bank: Morgen fällt die Schule aus
- 1971: Der Kapitän
- 1972: Die Lümmel von der ersten Bank: Betragen ungenügend!
- 1973: Das fliegende Klassenzimmer (nach Erich Kästner)
- 1974: Als Mutter streikte (nach Eric Malpass)
- 1977: Abelard – Die Entmannung
- 1977: Unordnung und frühes Leid (nach Thomas Mann)
- 1979: Die Blechtrommel (nach Günter Grass)
- 1979: Die wunderbaren Jahre
- 1982: Der Zauberberg (nach Thomas Mann)
- 1982: Doktor Faustus (nach Thomas Mann)
- 1985: Big Mäc
- 1989: Joseph Filser – Bilder aus dem Leben eines Bayerischen Abgeordneten
- 1989: Sukkubus – Den Teufel im Leib

### Als Drehbuchautor
- 1950: Die Sterne lügen nicht
- 1957: Kleiner Mann – ganz groß
- 1962: Das schwarz-weiß-rote Himmelbett
- 1963: Venusberg
- 1964: Lausbubengeschichten
- 1964: Wälsungenblut
- 1965: Die Herren
- 1965: Tante Frieda – Neue Lausbubengeschichten
- 1966: Grieche sucht Griechin
- 1966: Onkel Filser – Allerneueste Lausbubengeschichten
- 1967: Der Paukenspieler
- 1967: Wenn Ludwig ins Manöver zieht
- 1968: Van de Velde: Die vollkommene Ehe
- 1968: Das Geschlecht der Engel (Il sesso degli angeli)
- 1969: Ludwig auf Freiersfüßen
- 1969: Dr. med. Fabian – Lachen ist die beste Medizin
- 1970: Das Glöcklein unterm Himmelbett
- 1971: Der Kapitän
- 1972: Lilli – die Braut der Kompanie
- 1972: Versuchung im Sommerwind
- 1973: Das fliegende Klassenzimmer
- 1974: Als Mutter streikte
- 1975: Abelard – Die Entmannung
- 1977: Unordnung und frühes Leid
- 1977: Die Jugendstreiche des Knaben Karl
- 1979: Die Blechtrommel
- 1982: Doktor Faustus
- 1985: Big Mäc
- 1989: Sukkubus – Den Teufel im Leib
- 1991: Erfolg
- 1994: Die goldene Gans
- 2006: Glück auf vier Rädern

### Als Regisseur
- 1954: Ein Mädchen aus Paris
- 1965: Die Herren
- 1967: Der Paukenspieler
- 1969: Ludwig auf Freiersfüßen
- 1975: Abelard – Die Entmannung
- 1977: Unordnung und frühes Leid
- 1977: Die Jugendstreiche des Knaben Karl
- 1982: Doktor Faustus
- 1985: Flammenzeichen
- 1991: Erfolg
- 1994: Die goldene Gans

### Als Schauspieler
- 1973: Der Fußgänger